# Psilacron ockendeni
Psilacron ockendeni är en fjärilsart som beskrevs av Druce 1910. Psilacron ockendeni ingår i släktet Psilacron och familjen tandspinnare. Inga underarter finns listade.